# El Hamma (Gabès)
El Hamma (arabisch الحامة, DMG al-Ḥāma), auch El Hamma de l'Arad, ist eine Oasenstadt im südlichen Tunesien. Sie liegt im Gouvernement Gabès und hat etwa 35.000 Einwohner. Der Ortsname stammt von Hamma für Bad und resultiert aus natürlichen artesischen Quellaustritten in ihrem Gebiet.

## Lage und Bevölkerung
Die städtische Ortschaft bildete sich aus ursprünglich fünf einzelnen dorf- und gartenähnlichen Einzelsiedlungen. Diese sind Bechima (1870 angelegt), Bou Attouche, Debdaba, El Ksar und Sembat.
Die Stadt liegt am Fuße des östlichen Ausläufers des Djebel Tebaga in der Arad-Ebene, der die südliche Begrenzung für das geologische Senkungsgebiet Chott el Fedjadj bildet.
Ihre moderne Siedlungsstruktur liegt zu beiden Seiten der durch die Ortschaft führenden Hauptstraße. Die Grünzonen der eigentlichen Oase erstreckt sich in den nördlichen Stadtteilen.
Der überwiegende Teil der Bewohner ist städtisch geprägt. Ursprünglich siedelten hier Nomaden des Stammes Beni Zid. Viele Einwohner der Stadt fühlen sich zu dieser Gruppe zugehörig. Im Umfeld der Stadt befinden sich ausgedehnte Anlagen mit Dattelpalmen, die für einen Teil der Bevölkerung eine Einkommensquelle bieten.

## Wasserquellen
Die dieser Oasengruppe zu Grunde liegenden Wasserquellen bilden das größte Grundwasserreservoir zwischen dem Chott el Fedjadj und der Stadt Gabès. Ihr Auftreten war bereits in der römischen Antike bekannt und deshalb trug der Ort den Namen Aquae Tacapitanae.
Das Wasser tritt in Form artesischer Thermalquellen von selbst aus und besitzt eine Temperatur von 45 °C. Sie sind gering schwefelhaltig.

## Verkehr
Die Stadt liegt an der tunesischen Regionalstraße P16, die von der Hafenstadt Gabès ins westliche Landesinnere bis nach Tamerza an die algerische Grenze führt.

## Söhne und Töchter der Stadt
- Mohamed Daghbaji (1885–1924), Politiker der nationalen Bewegung
- Mohamed Ali El Hammi (1890–1928), Begründer des tunesischen Syndikalismus
- Raschid al-Ghannuschi (* 1941), Politiker mit islamistischer Orientierung
- Sami A. (* 1976), salafistischer Prediger

Ein – höchstwahrscheinlich – fiktiver Sohn des Ortes ein „Sidi Abdel Assar vo  El Hama“ wurde von Mani Matter einem großen Schweizerdeutschen Publikum näher gebracht. Eine Suche des Schweizer Fernsehens im Jahre 2008 nach der realen Person hinter dem Lied blieb jedoch erfolglos.